# Encarta
Microsoft Encarta fou una enciclopèdia digital multimèdia publicada per Microsoft Corporation entre el 1993 i el 2009. El 2008, la versió completa en anglès, Encarta Premium, disposava de més de 62.000 articles, nombroses fotografies i il·lustracions, clips de música, vídeos, calendaris, mapes i atles; disponible en la World Wide Web per subscripció anual o per compra en DVD-ROM o diversos CD-ROM.
Molts dels articles també es podien consultar en línia de franc, gràcies a serveis de publicitat.
Microsoft publica també enciclopèdies Encarta en diversos idiomes, entre altres l'alemany, el francès, el castellà, el neerlandès, l'italià, el portuguès i el japonès. Versions locals disposen de continguts provinents de fonts nacionals disponibles amb llicència i poden contenir més o menys contingut que la versió completa anglès. Per exemple, la versió neerlandesa incorpora continguts de l'enciclopèdia holandesa Winkler Prins.
El març de 2009, Microsoft va anunciar la finalització de la publicació d'Encarta en disc i en línia.

## Història
Després de la primera enciclopèdia multimèdia, Academic American Encyclopedia, Microsoft Encarta inicià la compra no exclusiva dels drets de reproducció l'enciclopèdia Funk & Wagnalls, incorporant-ne els continguts en la seva primera edició el 1993. Funk & Wagnalls seguí publicant edicions revisades durant diversos anys, independentment d'Encarta, però després abandonà la impressió durant la dècada de 1990. Funk & Wagnalls era una enciclopèdia assequible que es podia adquirir en botigues i els seus volums es venien tant de forma conjunta com individualment.
El nom Encarta fou ideat per una agència de publicitat per a Microsoft, que va decidir que sonava millor que Funk & Wagnalls. Microsoft havia apropat Encyclopædia Britannica, el patró d'or de les enciclopèdies durant més d'un segle, en la dècada de 1980, però va disminuir, en la creença dels seus mitjans de comunicació impresos de venda es veurien perjudicats, però la Fundació Benton fou obligada a vendre l'Encyclopædia Britannica, per sota del valor en llibres en 1996 quan les vendes d'impressió ja no podia competir amb Encarta Microsoft i el canal de distribució que va regalar còpies gratuïtes amb els sistemes informàtics.
A la darreria de la dècada de 1990, Microsoft adquirí la Collier's Encyclopedia i la New Merit Scholar's Encyclopedia dels editors Macmillan i les afegiren a Encarta. Per tant, l'actual Microsoft Encarta es pot considerar la successora d'aquestes tres enciclopèdies. Cap d'aquestes enciclopèdies èxit anteriorment segueixen en impressió, sent incapaços d'adaptar-se a la nova dinàmica del mercat de les enciclopèdies electròniques. Microsoft ha creat diverses versions regionals d'Encarta. Per exemple, la versió en brasiler s'edità per primer cop el 1999 i finalitzà el 2002. La versió en espanyol era una mica més petita que l'anglesa, 42.000 articles.
El juliol de 2006, Webster Multimèdia, una filial amb seu a Londres de la Websters International Publishers, es va fer càrrec de manteniment de l'Encarta de Microsoft. L'última versió d'Encarta Premium 2009, fou publicada l'agost de 2008.

### La fi de l'enciclopèdiaEncarta
Microsoft va anunciar al març del 2009 que cessaria les vendes del programari Microsoft Student i totes les edicions de Encarta Premium a nivell mundial el juny de 2009, citant els canvis en la manera com les persones buscaven o accedien a la informació i al declivi dels mercats de material de referència tradicionals, com les raons principals darrere de la cancel·lació del producte. Les actualitzacions de Encarta es van oferir fins a octubre de 2009. Addicionalment, els llocs web MSN Encarta van ser trets de línia el 31 d'octubre de 2009, amb l'excepció del lloc web de Encarta Japó, el qual seria tancat el 31 de desembre de 2009. Els subscriptors existents de MSN Encarta Premium (part de MSN Premium) rebrien una compensació monetària.
El tancament de Encarta és àmpliament atribuït a una renovada competència d'enciclopèdies en línia com Viquipèdia.
La Fundació Wikimedia va realitzar contactes amb Microsoft sobre l'alliberament dels continguts d'Encarta sota una llicència lliure, tot i que Jimmy Wales, cofundador de Wikipedia, va declarar que «la comunitat probablement no els trobi profitosos, encara que les imatges sí que puguin ser d'utilitat».

## Continguts i característiques
L'edició estàndard de l'Encarta inclou uns 50.000 articles, amb més imatges, vídeos i sons que les anteriors versions. L'edició Premium contené més de 62.000 articles i altres continguts multimèdia, així com 25.000 fotografies i il·lustracions, més de 300 vídeos i animacions; i un atles interactiu amb 1,8 milions de llocs. Els seus articles s'han integrat amb els continguts multimèdia i poden tenir una col·lecció d'enllaços a llocs web seleccionats pels seus editors. Una barra lateral pot mostrar punts de vista alternatius o materials originals relacionats amb el tema. Encarta també ofereix subtítols per a les persones amb problemes auditius.
Un programa separat, anomenat "Encarta Research Organizer" fou inclòs en les primeres versions de la recopilació i organització de la informació i un informe d'un informe en format Word.
Les versions més recents incloïen "Encarta Researcher" que era un plug-in del navegador per organitzar la informació dels articles d'Encarta i pàgines web en els projectes de recerca.
Microsoft disposa d'un producte conegut com a Encarta Africana que és una enciclopèdia de la història i la cultura negra.
Fou integrada en l'estàndard de "Encarta Reference Suite" a partir de la versió 2001. Encarta 2002 i en endavant permet visites virtuals en 3D d'antigues estructures, per exemple, l'Acròpolis; imatges panoràmiques en dues dimensions de les meravelles del món o ciutats, i un programa de vol virtual en que l'usuari es mou en el paisatge.
La versió 2002 també va introduir la possibilitat d'instal·lar tota l'enciclopèdia local per a la unitat de disc dur per evitar haver d'anar canviant freqüentment els discos de consulta.. Encarta 2003 va incorporar guies de literatura i llibres de sumari, diccionaris de traducció i un creador de gràfics.
El “Visual Browser” d'Encarta, disponible des de la versió de 2004, presentava una llista de temes relacionats.
També incloïen una col·lecció de 32 vídeos del Discovery Channel. Encarta 2005 incloïa un altre programa anomenat “Encarta Kids” destinada als nens per fer l'aprenentatge divertit. Encarta també inclou un joc de preguntes anomenat "MindMaze" (accessible a través de Ctrl + Z), en què el jugador explora un castell per respondre a les preguntes, les respostes es poden trobar als articles de l'enciclopèdia.
Durant anys, Encarta s'edità en tres tipus principals d'edicions de programari: “Basic”, “Premium” i “Reference Library” (preu i característiques, en aquest ordre). A partir d'Encarta 2006, però, quan Webster multimèdia es va fer càrrec del seu manteniment, aquesta es va convertir en una característica del programari “Microsoft Student” de Microsoft el primer programa educatiu. Encara que és possible comprar només l'enciclopèdia Encarta per separat, “Microsoft Student” s'inclou conjuntament amb “Microsoft Math” (un programa de càlcul gràfica del programa) i “Learning Essentials”, que ofereix plantilles per a Microsoft Office. A més, “Reference Library” es va suspendre, absorbit per un nou i més ampli paquet Premium.
La interfície d'usuari d'Encarta és compartit amb “Microsoft Student”, i s'ha organitzat per a reduir el desordre, amb només un quadre de cerca que retorna els resultats rellevants, però ja no és possible simplement per navegar per tots els articles de l'enciclopèdia en ordre alfabètic.

## Atles mundial
Els mapes dinàmics es generen amb el mateix motor que usa el programari Microsoft MapPoint. El mapa és un globus virtual que es pot ampliar i rotar lliurement a qualsevol lloc a les principals carrers de les grans ciutats. Aquest globus té múltiples capes que inclouen les fronteres polítiques, llocs físics i dades estadístiques.
Es poden seleccionar diferents ciutats de mida considerable, diversos elements geològics o antròpics i línies de referència en un mapa. Els mapes contenen enllaços a articles relacionats ("Map Trek") i també ofereix un “sensor dinàmic” que proporciona la latitud, longitud, el nom del lloc, la població i l'hora local de qualsevol punt del planeta. Encarta també genera un atles amb els noms dels cràters majors i hipervincles. Tanmateix, no inclou un planetari. A més de la base de dades de mapes generats inclou mapes històrics ("Historical Maps") dibuixats per artistes. També inclou altres mapes interactius, per exemple, el gran mapa d'Àfrica d'Encarta Africana pot mostrar informació de geografia política o la distribució de la flora africana.

## Encarta Dictionary(diccionari Encarta)
Quan el 1998, Encarta es posà a la venda com a part del "Reference Suite" (fins al 2000), el paquet de Microsoft "Microsoft bookshelf" amb els altres programes (“Encarta Encyclopedia 98 Deluxe Edition”, “Encarta Desk Atlas”, “Encarta Virtual Globe 98” i Encarta Research Organizer). La Biblioteca (“Bookshelf”) es va interrompre el 2000, i en edicions posteriors d'Encarta (“Encarta Suite 2000” i en endavant), “Bookshelf” fou substituït per “Encarta Dictionary”, un suplement de l'edició impresa.
Hi va haver controvèrsia sobre la decisió, des que el diccionari li manquen els altres llibres de “Bookshelf” que molts consideraren com una referència útil, com el Diccionari de citacions de Colúmbia (Columbia Dictionary of Quotations) que fou substituït per una secció de cites d'Encarta que enllaçaven als articles pertinents i un directori d'Internet (tot i que ara és un punt discutible, ja que molts dels llocs que figuren en directoris fora de línia ja no es presenten).

## Versions regionals
Robert McHenry, mentre era l'editor en cap de la Encyclopædia Britannica, criticà Encarta per les diferències en el contingut de fets entre les versions d'Encarta, acusant Microsoft "rendir-se als prejudicis locals" en lloc de presentar els temes objectivament. Un article escrit per Bill Gates es va dirigir a l'enciclopèdia de la naturalesa de l'escriptura per a les diferents regions.

## Tecnologia
Abans de l'aparició de la World Wide Web per a la informació de navegació, Microsoft reconeixia la importància de comptar amb un motor que recolzés un llenguatge multimèdia de marques, cerca de text complet, utilitzant el programari i extensibilitat objectes. L'hipertext, els hiperenllaços i la recerca de programari fou creat per un equip de desenvolupadors de CD-ROM a finals de la dècada de 1980 que dissenyaren un motor per a usos generalitzats tan diversos com l'ajuda interactiva, sistemes de gestió de documents i tan ambiciós com una enciclopèdia multimèdia. Encarta usava diferents tecnologies de Microsoft, ja que era extensible als components de software per a la visualització de tipus singulars d'informació multimèdia. Per exemple, un snap en el motor de mapes era una adaptació del seu software MapPoint.
A diferència de Microsoft Office, la versió en disc d'Encarta només admet la versió de Microsoft Windows amb Microsoft Internet Explorer. Encarta 98 fou l'última a ser publicada també la versió per a Macintosh. No obstant això, les persones que utilitzen altres sistemes operatius encara poden accedir al lloc web d'Encarta a través d'una connexió a Internet. Encarta utilitza les tecnologies de bases de dades per a generar gran part dels seus continguts multimèdia. Per exemple, Encarta genera mapes ampliables a nivell mundial d'un sistema d'informació geogràfica sobre la base de dades de la demanda.Quan un usuari fa servir la funció de Windows "copiar i enganxar" a Microsoft Encarta en més de cinc paraules, Encarta afegeix automàticament un missatge de drets d'autor després d'enganxar-ho.

## Edició d'usuari
A principis de 2005, l'Encarta en línia permetia als usuaris suggerir canvis als articles existents. Els articles no s'actualitzaven immediatament. En comptes d'això, els comentaris dels usuaris es presentaven als editors d'Encarta per a la seva revisió, aprovació i inclusió amb correccions. Microsoft no remunera a aquests usuaris per les seves contribucions.

## Chatbot
El contingut d'Encarta era accessible mitjançant una interfície conversacional en Windows Live Messenger a través de MSN Bot "Encarta Instant Answers". El robot podia respondre a moltes preguntes relacionades amb enciclopèdia directament a la finestra de missatges. Utilitzava frases curtes a partir de la pàgina web de Encarta i, a vegades, mostra articles complets en l'Internet Explorer-navegador de la dreta. També podia completar simples matemàtiques i problemes avançats d'àlgebra. Aquest servei també estva disponible en alemany, espanyol, francès i japonès.

## Live Search
Els usuaris podien obtenir dues hores lliures a Encarta utilitzant el motor de cerca de Microsoft a Live.com. Es realitzava mitjançant la recerca en "Definició: (paraula)" i accedir a un link adreçat a l'ara inexistent Encarta Online.